# Vakkígyófélék
A vakkígyófélék (Typhlopidae) a hüllők (Reptilia) osztályába a  pikkelyes hüllők (Squamata) rendjébe és a kígyók (Serpentes) alrendjébe tartozó család.

6 nem és 193 faj tartozik a családba.

## Rendszerezés
A családba az alábbi nemek és fajok tartoznak
- Acutotyphlops (Wallach, 1995) – 4 faj
  - Acutotyphlops infralabialis
  - Acutotyphlops kunuaensis
  - Acutotyphlops solomonis
  - Acutotyphlops subocularis

- Cyclotyphlops (Bosch & Ineich, 1994) – 1 faj
  - Cyclotyphlops deharvengi

- Ramphotyphlops (Fitzinger, 1843) –  49 faj
  - Ramphotyphlops acuticaudus
  - Ramphotyphlops affinis
  - Ramphotyphlops albiceps
  - Ramphotyphlops angusticeps
  - Ramphotyphlops australis
  - Ramphotyphlops batillus
  - Ramphotyphlops bituberculatus
  - Bráma-vakkígyó (Ramphotyphlops braminus)
  - Ramphotyphlops broomi
  - Ramphotyphlops centralis
  - Ramphotyphlops chamodracaena
  - Ramphotyphlops cumingii
  - Ramphotyphlops depressus
  - Ramphotyphlops diversus
  - Ramphotyphlops endoterus
  - Ramphotyphlops erycinus
  - Ramphotyphlops exocoeti
  - Ramphotyphlops flaviventer
  - Ramphotyphlops grypus
  - Ramphotyphlops guentheri
  - Ramphotyphlops hamatus
  - Ramphotyphlops howi
  - Ramphotyphlops kimberleyensis
  - Ramphotyphlops leptosomus
  - Ramphotyphlops leucoproctus
  - Ramphotyphlops ligatus
  - Ramphotyphlops lineatus
  - Ramphotyphlops lorenzi
  - Ramphotyphlops margaretae
  - Ramphotyphlops micromma
  - Ramphotyphlops minimus
  - Ramphotyphlops multilineatus
  - Ramphotyphlops nigrescens
  - Ramphotyphlops olivaceus
  - Ramphotyphlops pilbarensis
  - Ramphotyphlops pinguis
  - Ramphotyphlops polygrammicus
  - Ramphotyphlops proximus
  - Ramphotyphlops silvia
  - Ramphotyphlops similis
  - Ramphotyphlops supranasalis
  - Ramphotyphlops tovelli
  - Ramphotyphlops troglodytes
  - Ramphotyphlops unguirostris
  - Ramphotyphlops waitii
  - Ramphotyphlops wiedii
  - Ramphotyphlops willeyi
  - Ramphotyphlops yampiensis
  - Ramphotyphlops yirrikalae

- Rhinotyphlops (Fitzinger, 1843) –  28 faj
  - Rhinotyphlops acutus
  - Rhinotyphlops anomalus
  - Rhinotyphlops ataeniatus
  - Rhinotyphlops boylei
  - Rhinotyphlops caecus
  - Rhinotyphlops crossii
  - Rhinotyphlops debilis
  - Rhinotyphlops erythraeus
  - Rhinotyphlops feae
  - Rhinotyphlops gracilis
  - Rhinotyphlops graueri
  - Rhinotyphlops kibarae
  - Rhinotyphlops lalandei
  - Rhinotyphlops leucocephalus
  - Rhinotyphlops lumbriciformis
  - Rhinotyphlops newtonii
  - Rhinotyphlops pallidus
  - Rhinotyphlops praeocularis
  - Rhinotyphlops rufescens
  - Rhinotyphlops schinzi
  - Csőrös vakkígyó (Rhinotyphlops schlegelii)
  - Rhinotyphlops scorteccii
  - Rhinotyphlops simoni
  - Rhinotyphlops somalicus
  - Rhinotyphlops stejnegeri
  - Rhinotyphlops sudanensis
  - Rhinotyphlops unitaeniatus
  - Rhinotyphlops wittei

- Typhlops (Oppel, 1811) – 120 faj
  - Typhlops andamanensis
  - Typhlops angolensis
  - Typhlops arenarius
  - Typhlops ater
  - Typhlops beddomii
  - Typhlops bibronii
  - Typhlops biminiensis
  - Typhlops bipartitus
  - Typhlops bisubocularis
  - Typhlops bothriorhynchus
  - Typhlops boulengeri
  - Typhlops brongersmianus
  - Typhlops canlaonensis
  - Typhlops capitulatus
  - Mauritiusi vakkígyó (Typhlops cariei) – kihalt
  - Typhlops castanotus
  - Typhlops catapontus
  - Typhlops caymanensis
  - Typhlops ceylonicus
  - Typhlops coecatus
  - Typhlops collaris
  - Typhlops comorensis
  - Typhlops congestus
  - Typhlops conradi
  - Typhlops costaricensis
  - Typhlops cuneirostris
  - Typhlops decorosus
  - Typhlops decorsei
  - Typhlops depressiceps
  - Typhlops diardii
  - Typhlops domergnei
  - Typhlops dominicanus
  - Typhlops elegans
  - Typhlops epactius
  - Typhlops exiguus
  - Typhlops floweri
  - Typhlops fornasinii
  - Typhlops fredparkeri
  - Typhlops giadinhensis
  - Typhlops gierrai
  - Typhlops gonavensis
  - Typhlops granti
  - Typhlops grivensis
  - Typhlops hectus
  - Typhlops hedraeus
  - Typhlops hypogius
  - Typhlops hypomethes
  - Typhlops hypsobothrius
  - Typhlops inornatus
  - Typhlops jamaicensis
  - Typhlops jerdoni
  - Typhlops khoratensis
  - Typhlops klemmeri
  - Typhlops koekkoeki
  - Typhlops koshunensis
  - Typhlops kraalii
  - Typhlops lankaensis
  - Typhlops lehneri
  - Typhlops leucomelas
  - Typhlops leucostictus
  - Typhlops lineolatus
  - Typhlops loveridgei
  - Typhlops lumbricalis
  - Typhlops luzonensis
  - Typhlops madagascariensis
  - Typhlops malcolmi
  - Typhlops manilae
  - Typhlops manni
  - Typhlops marxi
  - Typhlops mcdowelli
  - Typhlops microstomus
  - Typhlops minuisquamus
  - Typhlops mirus
  - Typhlops monastus
  - Mona-vakkígyó (Typhlops monensis)
  - Typhlops mucronatus
  - Typhlops oatesii
  - Typhlops obtusus
  - Typhlops ocularis
  - Typhlops oligolepis
  - Typhlops pammeces
  - Typhlops paucisquamus
  - Typhlops platycephalus
  - Typhlops platyrhynchus
  - Typhlops porrectus
  - Typhlops punctatus
  - Typhlops pusillus
  - Typhlops reticulatus
  - Madagaszkári vakkígyó (Typhlops reuteri)
  - Typhlops richardii
  - Typhlops rondoensis
  - Typhlops rostellatus
  - Typhlops ruber
  - Typhlops ruficaudus
  - Typhlops schmidti
  - Typhlops schmutzi
  - Typhlops schwartzi
  - Typhlops siamensis
  - Typhlops socotranus
  - Typhlops steinhausi
  - Typhlops sulcatus
  - Typhlops syntherus
  - Typhlops tasymicris
  - Typhlops tenebrarum
  - Typhlops tenuicollis
  - Typhlops tenuis
  - Typhlops tetrathyreus
  - Typhlops thurstoni
  - Typhlops tindalli
  - Typhlops titanops
  - Typhlops trangensis
  - Typhlops trinitatus
  - Typhlops uluguruensis
  - Typhlops unilineatus
  - Typhlops veddae
  - Sárga vakkígyó (Typhlops vermicularis)
  - Typhlops violaceus
  - Typhlops wilsoni
  - Typhlops yonenagae
  - Typhlops zenkeri

- Xenotyphlops (Wallach, 1996) – 1 faj
  - Xenotyphlops grandidieri